# Corte Gazzo
La Corte Gazzo è una storica corte lombarda di Goito, in provincia di Mantova, situata alla periferia est della città. È una delle numerose residenze di campagna appartenute ai Gonzaga di Mantova.
Fu edificata probabilmente nel 1587 per volere del duca di Mantova Guglielmo Gonzaga, che la donò ai monaci benedettini assieme al monastero, costruito nello stesso periodo.